# Quercus senneniana
Quercus senneniana är en bokväxtart som beskrevs av Aimée Antoinette Camus. Quercus senneniana ingår i släktet ekar, och familjen bokväxter.
Artens utbredningsområde är Spanien. Inga underarter finns listade i Catalogue of Life.